# Ernesto Crotti
Ernesto „Tino” Crotti (ur. 18 lipca 1936 w Mediolanie, zm. 22 stycznia 1990 tamże) – włoski hokeista i trener, reprezentant kraju, olimpijczyk z Cortiny d'Ampezzo 1956.

## Kariera klubowa
W sezonie 1951/1952 w barwach HC Inter Mediolan zadebiutował w Serii A. Był zawodnikiem tej drużyny (od 1958 pod nazwą Diavoli Milano) do zakończenia kariery w 1969.

## Kariera reprezentacyjna
W reprezentacji Włoch zadebiutował w 1952 i grał w niej do 1967. Był w kadrze na Zimowe Igrzyska Olimpijskie 1956, podczas których wystąpił w 6 meczach i strzelił 4 bramki.
Ośmiokrotnie zagrał na mistrzostwach świata (nie wliczając igrzysk olimpijskich, które wówczas były jednocześnie mistrzostwami świata). Wystąpił w edycjach 1952, 1953, 1955, 1959, 1961, 1965, 1966 i 1967.

## Kariera trenerska
Po zakończeniu kariery hokeisty został trenerem hokeja. Był selekcjonerem reprezentacji Włoch w latach 1971-1973.